# 八木茂
八木 茂（やぎ しげる、1953年11月28日 - ）は、大阪府出身の元プロ野球選手（内野手）、野球指導者である。

## 来歴
興國高では、1971年夏の甲子園府予選準決勝に進出するが、行沢久隆のいたPL学園高に敗退。
高校卒業後は、1年浪人して1973年に早稲田大学へと進学。東京六大学野球リーグでは、1年生から内野手として活躍。エース矢野暢生らを擁し、1973年春季、1974年春季リーグで2度優勝。1974年春季リーグではベストナイン（遊撃手）に選ばれた。また同年の全日本大学野球選手権大会では決勝で駒澤大学を降し優勝。第3回日米大学野球選手権大会日本代表となる。リーグ通算81試合に出場し、261打数76安打・5本塁打・26打点・打率.291を記録。大学同期に松本匡史、吉沢俊幸が、1学年下に山倉和博、3学年下には岡田彰布らがいた。
大学卒業後は、社会人野球の東芝に入社し、1977年から3年連続都市対抗に出場、主に三塁手として起用される。1978年の都市対抗では黒紙義弘、大田垣耕造ら投手陣の好投で決勝に進み、日本鋼管の木田勇を打ち崩し4-0と完封勝利、チーム初優勝を果たす。この時のチームメートには武智勇治、高代延博、菊地恭一らがいた。
1979年のプロ野球ドラフト会議で阪急ブレーブスから3位指名を受け入団。
1年目から92試合に出場、うち40試合に二塁手、三塁手、遊撃手として先発した。しかしその後は打撃面で伸び悩み、1983年オフに金銭トレードで阪神タイガースに移籍。移籍後の1984年には主に二塁手や代打として起用され、60試合に出場するものの、同年シーズン終了後に現役を引退した。
引退後は東芝テックに勤務する傍ら、目黒西シニアの監督や大正大学の監督、早稲田大学野球部のコーチを歴任した。2014年1月に高校野球指導者に認定され、2014年3月より秋田・明桜高校の監督を務めた。その後は鷺宮製作所ヘッドコーチを務める。

## 詳細情報

### 年度別打撃成績
| 年 度     | 球 団     | 試 合 | 打 席 | 打 数 | 得 点 | 安 打 | 二 塁 打 | 三 塁 打 | 本 塁 打 | 塁 打 | 打 点 | 盗 塁 | 盗 塁 死 | 犠 打 | 犠 飛 | 四 球 | 敬 遠 | 死 球 | 三 振 | 併 殺 打 | 打 率 | 出 塁 率 | 長 打 率 | O P S |
| --------- | --------- | ----- | ----- | ----- | ----- | ----- | -------- | -------- | -------- | ----- | ----- | ----- | -------- | ----- | ----- | ----- | ----- | ----- | ----- | -------- | ----- | -------- | -------- | ----- |
| 1980      | 阪急      | 92    | 156   | 138   | 12    | 30    | 6        | 0        | 2        | 42    | 12    | 4     | 1        | 5     | 1     | 10    | 0     | 2     | 20    | 1        | .217  | .278     | .304     | .582  |
| 1981      | 阪急      | 36    | 30    | 29    | 4     | 6     | 1        | 0        | 0        | 7     | 1     | 0     | 1        | 1     | 0     | 0     | 0     | 0     | 8     | 0        | .207  | .207     | .241     | .448  |
| 1982      | 阪急      | 19    | 62    | 53    | 8     | 12    | 0        | 0        | 1        | 15    | 8     | 1     | 0        | 2     | 1     | 6     | 0     | 0     | 6     | 2        | .226  | .300     | .283     | .583  |
| 1983      | 阪急      | 33    | 46    | 40    | 7     | 8     | 1        | 0        | 0        | 9     | 5     | 0     | 0        | 2     | 0     | 3     | 0     | 1     | 9     | 2        | .200  | .273     | .225     | .498  |
| 1984      | 阪神      | 60    | 78    | 75    | 5     | 14    | 2        | 0        | 1        | 19    | 7     | 2     | 0        | 0     | 0     | 3     | 0     | 0     | 12    | 4        | .187  | .218     | .253     | .471  |
| 通算：5年 | 通算：5年 | 240   | 372   | 335   | 36    | 70    | 10       | 0        | 4        | 92    | 33    | 7     | 2        | 10    | 2     | 22    | 0     | 3     | 55    | 9        | .209  | .262     | .275     | .537  |

### 記録
- 初出場：1980年4月6日、対ロッテオリオンズ前期2回戦（阪急西宮球場）、9回表に遊撃手として出場
- 初安打：1980年4月28日、対南海ホークス前期4回戦（阪急西宮球場）、8回裏に中沢伸二の代打として出場、名取和彦から単打
- 初先発出場：1980年5月2日、対ロッテオリオンズ前期4回戦（川崎球場）、7番・二塁手として先発出場
- 初本塁打・初打点：1980年6月17日、対ロッテオリオンズ前期13回戦（阪急西宮球場）、5回裏に奥江英幸からソロ

### 背番号
- 2 （1980年 - 1983年）
- 39 （1984、2018年）